# (74625) Tieproject
(74625) Tieproject est un astéroïde de la ceinture principale.

## Description
(74625) Tieproject est un astéroïde de la ceinture principale. Il fut découvert le 10 septembre 1999 à Campo Catino par Gianluca Masi et Franco Mallia. Il présente une orbite caractérisée par un demi-grand axe de 2,32 UA, une excentricité de 0,25 et une inclinaison de 3,8° par rapport à l'écliptique.

## Compléments